# Hernán Barcos
Hernán Barcos (* 11. April 1984 in Bell Ville, Argentinien) ist ein argentinischer Fußballspieler.

## Karriere

### Verein
Von 2003 bis 2009 war Barcos Spieler des argentinischen Erstligisten Racing Club Avellaneda, war aber viele Jahre ausgeliehen an andere Vereine, unter anderem an den FK Roter Stern Belgrad, wo er am 7. Oktober 2007 seinen ersten Erstligatreffer erzielte, als er zweimal in den letzten Spielminuten für Roter Stern gegen den FK Banat Zrenjanin traf. Des Weiteren hat er in den letzten Jahren als Leihspieler für Club Atlético Huracán und die chinesischen Vereine Shanghai Shenhua und Shenzhen Asia Travel gespielt. Danach wechselte er zu LDU Quito in Ecuador und Palmeiras São Paulo in Brasilien. Obwohl er mit 14 Treffern den geteilten dritten Platz in der Torschützenliste der Campeonato Brasileiro Série A 2012 belegte, stieg er mit Palmeiras am Ende dieser Spielzeit ab. Anschließend wechselte Barcos im Austausch gegen den Abwehrspieler Vilson zu Grêmio Porto Alegre.
Im Juli 2018 wurde Barcos für ein Jahr von Cruzeiro Belo Horizonte verpflichtet, welcher aufgrund von Verletzungen eine Vakanz auf der Position des Stürmer hatte. Mit dem Klub konnte Barcos in dem Jahr den Copa do Brasil gewinnen. Zu Anfang der Saison 2019 in Brasilien, wurde der Kontrakt vorzeitig beendet. Barcos wechselte nach Kolumbien zu Atlético Nacional, welchen er zum Jahresende 2019 verließ.
Im Februar 2020 wurde seine Verpflichtung durch Bashundhara Kings aus Bangladesch bekannt. Diese verließ er ebenso wie den FC Messina danach nach nur kurzer Zeit. Laut des Sportdirektors und Landsmannes Cesar Grabinski war es trotz langer Bemühungen nicht möglich, ihm einen Aufenthalt in Europa zu ermöglichen. Seither spielt er für Alianza Lima.

### Nationalmannschaft
Am 19. September 2012 gab Barcos beim Superclásico de las Américas für die argentinische A-Nationalmannschaft gegen Brasilien sein A-Länderspieldebüt. Im folgenden Monat absolvierte er in der Qualifikation zur Weltmeisterschaft 2014 gegen Uruguay und Chile zwei weitere Länderspiele für Argentinien. Im Rückspiel des Superclásico de las Américas 2012 unterlag Barcos am 21. November 2012 mit der argentinischen Nationalelf Brasilien im Elfmeterschießen.

## Erfolge
LDU Quito
- Meister Ecuador: 2010
- Recopa Sudamericana: 2010

Palmeiras
- Copa do Brasil: 2012

Cruzeiro
- Copa do Brasil: 2018